# 年俸
年俸（ねんぽう）とは、1年単位で支払われる報酬のこと。または1年間の報酬総額のこと。年給。雇用契約においては労働の給与形態の一種である。明確な定義は存在していない。まれに「年棒」との表記や「ねんぼう」との発音が見られるが、これらは誤りである。

## 解説
日本では「評価（実力）が給与に繋がる」というイメージや報道から、主にプロ野球選手やJリーグ等プロフェッショナルスポーツの選手が受け取る報酬を指すことが多い。
元々は事業報酬としての支払形態の一種として見られるものであったが、近年、年俸制の一般企業が増えつつある。特にバブル崩壊後に見受けられるようになり、時間外割増賃金は（含まれているので）支払わなくてよいといった解釈が定着しているが、誤りである。労働基準法では時間外労働をした場合には年俸とは別に時間外割増賃金を支給しなければならないことになっている。年俸制の場合も、あらかじめ時間外の割増賃金を年俸に含めて支給することが認められている（例：1ヶ月に30時間の時間外労働を含めて年俸制で支給）。しかしこの場合でも、その予定した時間外労働を超えて時間外労働をした場合については、毎月払いの原則から、その差額をその月の給与に追加して支払わなければならない。このため、取扱いは通常の月給制とたいして変わらず、年俸制を取る理由は感覚的なものである。
年俸制であっても雇用契約による場合、労働基準法が適用され、年一括払いは認められず、月1回以上の支払が要求される。このため契約により、総額を12分割、または賞与込みの14もしくは16分割等にして、月々に支払われる。